# Carmen Alcalde i Garriga
Carmen Alcalde (Girona, 5 d'agost de 1936) és una escriptora i periodista feminista. Va fundar la revista Vindicación Feminista l'any 1976 junt amb Lidia Falcón. Va estudiar Periodisme a Barcelona i Filosofia i Lletres a Madrid. Escriu poesia, narrativa, assaig i articles periodístics.
Va començar col·laborant al diari gironí Los Sitios (actual Diari de Girona) i a la revista Destino de Barcelona. Encara a l'època de la dictadura franquista, va fundar i dirigir, amb Maria Rosa Prat, el setmanari Presència, que va sofrir la censura. Després, amb la Llei Fraga, Carmen Alcalde va ser diversos cops expedientada a causa de la revista. Més tard, ha col·laborat intensament a les revistes Triunfo, Cuadernos para el Diálogo, Destino i Actual; i al diari El Periódico. Va ser també cap de secció al Diario Femenino (1968), d'on la van acomiadar a causa d'una col·laboració de José Luis Aranguren.
L'any 1975 va col·laborar, juntament amb Anna Balletbò, en l'organització de les I Jornades Catalanes de la Dona que es varen fer a Barcelona el maig de l'any 1976, i que varen fomentar el moviment feminista a Catalunya durant el període posterior a la mort del general Franco i del seu règim polític.
Entre els llibres que ha escrit n'hi ha de divulgació periodística, memòria històrica, narrativa, feminisme... Per exemple: La mujer en la Guerra Civil Española (1976), Cómo leer un periódico (1981), Federica Montseny, retrato en rojo y negro (1983), Vete y ama (2005), Mujeres en el franquismo. Exiliadas, nacionalistas y opositoras, un assaig sobre l'opressió de la dona durant els anys de la dictadura (2014), la novel·la Amar se escribe breve (2016), «un crit -com diu la mateixa autora- contra la llei obligada dels homes en la seva 'obsessa heterosexualitat'», que condema altres formes de l'amor. El 2018 publicà unes memòries periodístiques: El grito y la mordaza: la desgracia de ser periodista.
A principis de 1979, la seva obra La mujer en la Guerra Civil Española fou debatuda al número 9 de la revista Papers, revista de sociologia, dedicat monogràficament al feminisme. Amb el títol de Dona i societat, va donar veu a professores i estudiants de sociologia. Una crònica de l'època de La Vanguardia va equiparar la iniciativa a la de la revista francesa Tel Quel, que l'hivern de 1977 també va dedicar les seves pàgines al feminisme.
L'any 2000 va obtenir el Premi Rosa del Desert de l'Associació de Dones Periodistes de Catalunya i 2005 el premi d'Honor de la Comunicació atorgat per la Diputació de Barcelona.